# Хелимер
Хелимер (фр. Hellimer) насеље је и општина у североисточној Француској у региону Лорена, у департману Мозел која припада префектури Форбаш.
По подацима из 2011. године у општини је живело 605 становника, а густина насељености је износила 58,06 становника/km². Општина се простире на површини од 10,42 km². Налази се на средњој надморској висини од 250 метара (максималној 334 m, а минималној 218 m).

## Демографија
| 1962. | 1968. | 1975. | 1982. | 1990. | 1999. | 2011. |
| ----- | ----- | ----- | ----- | ----- | ----- | ----- |
| 428   | 461   | 470   | 521   | 537   | 486   | 605   |

График промене броја становника у току последњих година